# Nicolas Métru
Nicolas Métru   (Bar-sur-Aube, 1610 - París, 1668) va ser un organista, violinista i compositor francès de peces per a violí i aires. Des del 1642 va ser organista a St. Nicolas-des-Champs, i després un temps després mestre de música per als jesuïtes. Va ensenyar Couperin i Lully i va ser un intèrpret de violí excel·lent.

La seva primera publicació, que sobreviu, fou una col·lecció d'elements elogiosos versos de Jean Antoine de Baïf, poeta menor però fill de Jean-Antoine de Baïf, per al retorn victoriós de Lluís XIII a París el 1628 després de finals del 14 mesos de setge de Preotestant a La Rochelle. La seva tercera col·lecció d'aires també conté textos elogiosos per al matrimoni de Lluís XIV.
Els seus duets per a dos violins (París, 1642) són el primer exemple imprès i, per tant, probablement són anteriors als duets de Sainte-Colombe. Les seves fantasies per als violins, com les d'Henry i Étienne Moulinié, deriven de laire de cour i de la dansa en lloc dels estils més antics. La seva publicació de 1642 reflecteix el canvi en el desenvolupament de la viola a la dècada de 1630-1650, amb les parts superiors escrites tenint en compte els nous violins més petits.

## Obres, edicions i enregistraments
Obres
- Recueil des vers du Sr. G. de Baïf, mis en musique par N. Métru, chantez en l'alégresse de l'heureux retour du roy, Paris, 1628
- Fantaisies, a 2 viole, París, 1642
- Premier livre d'airs, París 1646, - perdut
- Deuxième livre d'airs, París, 1646
- Troisième livre d'airs, París, 1661
- Missa ad imitationem modulievis oratio, París, 1663
- Contrafacta, 1632

Edicions El CMBV ha preparat edicions dels seus duets.
Enregistraments
- Neufiesme Fantaisie on Orpheus, Ensemble L'Amoroso, Sou GuiBalestraccio. Zig Zag, 2008